# Ivan Lovrić
Ivan Lovrić (Sinj, oko 1756. – Sinj, 1777.), je hrvatski književnik i etnograf, osobito poznat po knjizi Osservazioni sopra diversi pezzi del Viaggio in Dalmazia del signor abate Alberto Fortis (1776.).